# Schießkino

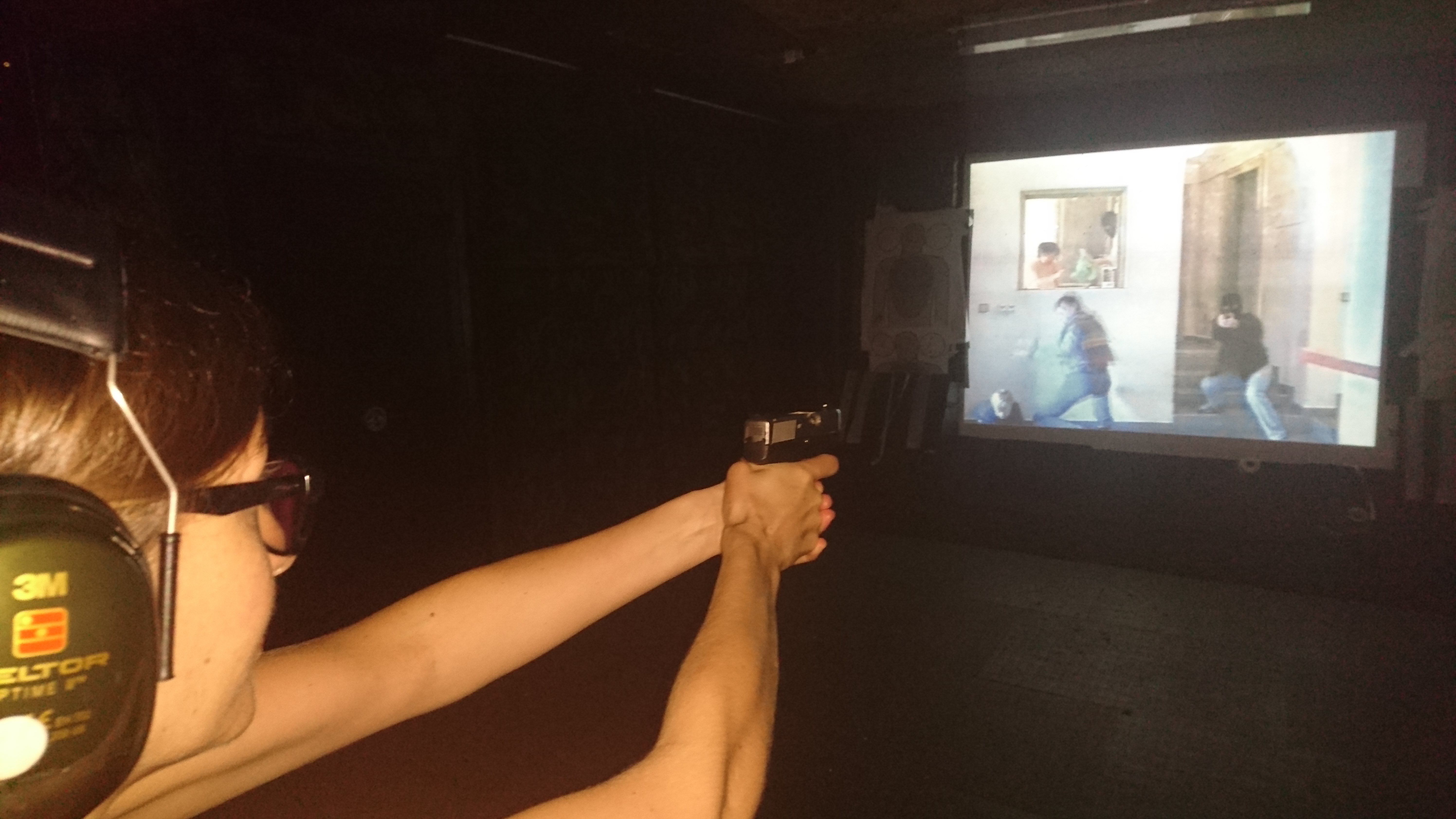
Schießkino

Ein Schießkino (teilweise auch optische Raumschießanlage) ist eine Raumschießanlage (baulich geschlossener Schießstand) mit Bildwandtechnik. Es werden keine konventionellen Schießscheiben verwendet; stattdessen werden die Ziele auf der Bildwand mit einem Projektor abgebildet. Geschossen wird mit scharfen Schusswaffen, die Geschosse durchschlagen hierbei die Bildwand.

## Geschichte
Verschiedene Ideen für Schießkinos gab es bereits kurz nach der Erfindung des Kinematografen in den 1890er-Jahren.
Am 19. März 1915 nahmen 500 Personen in Innsbruck an einem Kriegsfürsorge-Schießen im Schießkino „L. Z.“ teil, wobei die Ziele auf der Leinwand als „Lebendscheiben“ bezeichnet wurden.
Im Jahre 1926 wurde auf der Internationalen Polizeiausstellung in Berlin das Schießkino von Roeder und Laggässer in Darmstadt als „endgültige“ technische Lösung vorgestellt. Es war für die Ausbildung von Polizeibeamten, Jägern, Sportschützen, Soldaten usw. im Schießen gedacht. Vorher diente das Schießkino nur der Volksbelustigung z. B. in der Berliner Friedrichstraße, im Kopenhagener Tivoli oder in einem von Geza Bruchsteiner in Wien gegründeten Schießkino, das allerdings bereits überwiegend von Offizieren besucht wurde.
Auch während der Internationalen Jagdausstellung Berlin 1937 hatte man ein Schießkino eingerichtet.
Es dauerte lange, bis die sehr schnellen Prozesse beim Abschuss technisch zu beherrschen waren. Die ersten praktisch nutzbaren Schießkinos gab es Anfang der 1960er-Jahre. In den darauffolgenden Jahrzehnten wurden wiederholt neue technische Lösungen aufgenommen, um die Möglichkeiten des Schießkinos zu steigern.
Schießkinos werden von staatlichen Sicherheitskräften, privaten Sicherheitsdiensten, dem Militär, Sportschützen und der Jägerschaft zur Schießausbildung verwendet. Sie wurden entwickelt, um die Schießausbildung realistischer zu gestalten, da gewöhnliche Schießstände nur Schießen auf statische Ziele ermöglichen. Nur wenige Schießstände bieten z. B. die laufende Scheibe als bewegliches Ziel. Aber auch da sind die Übungsabläufe begrenzt. Sicherheitskräfte können in einem Schießkino realistisch üben, wann Schusswaffengebrauch gerechtfertigt ist. Jäger nutzen sie als Vorbereitung auf die Bewegungsjagd.
Der große Vorteil eines Schießkinos ist, dass mit echten Waffen geübt wird. So erfährt der Schütze ein exaktes Waffenverhalten z. B. mit Schussknall und Rückstoß. Daher ist in der Regel Gehörschutz vorgeschrieben. Teilweise wird mit besonderer Munition geschossen, die die Überhitzung der Waffen minimiert und gleichzeitig das Ziel und bei Fehlschüssen die Wände der Anlage schont.
Ein Schießkino unterliegt den gleichen Sicherheitsauflagen wie jede andere Raumschießanlage, was sie teuer im Bau und Unterhalt macht. Deswegen werden bei der Schießausbildung neben den Schießkinos auch günstige und gefahrlose Schießsimulatoren verwendet, zum Beispiel das AGSHP der Bundeswehr. Manche Schießkinos bieten auch den gefahrlosen Modus eines Schießsimulators.

## Aufbau

Prinzip Schießkino mit zweifach umgelenkten Papierbahnen:
1. Projektions- und Schussrichtung
2. Papierlaufrichtung
3. Papiervorratsrolle
4. Umlenkrolle
5. Papieraufspulrolle
6. Lichtquelle
7. Geschossfang

Grundsätzlich ist ein Schießkino eine Raumschießanlage mit Schießbahn und Geschossfang. Darüber hinaus sind die typischen Komponenten eines Schießkinos die Zieldarstellung mittels Projektor auf einer Bildwand, die Treffererkennung (durch Menschen oder optische bzw. thermale Bilderkennung) und die Technik zum Wiederverschluss des Einschusslochs (Papier- oder Gummibahnen). Je nach Schießkino und dessen Baujahr kommen viele technische Möglichkeiten zum Einsatz.

### Zieldarstellung
Die ersten Schießkinos nutzten Filmprojektoren zur Zieldarstellung. An diese Projektoren wurden hohe technische Anforderungen gestellt, denn sie mussten den Film möglichst schnell ohne Filmriss anhalten. Um ein Standbild anzuzeigen, musste automatisch ein Wärmeschutzfilter eingeklappt werden, weil sonst die Lampenhitze den stehenden Film verbrennen würde. Der Filmprojektor war meist vor dem Schützenstand positioniert, da man so leicht Zugang zum Projektor zum Rollenwechsel hatte.
Später wurde die Zieldarstellung von einfacher zu bedienenden Videoprojektoren übernommen. Der Videoprojektor kann von einem Regieraum ferngesteuert werden. Er ist in der Regel an der Decke angebracht und strahlt über die Köpfe der Schützen. Damit wurde ein Raum für dynamisches Mehrdistanzschießen möglich, denn die Schützen können sich auf der Schießbahnsohle frei bewegen. Die Schützen dürfen sich jedoch nicht zu weit in Richtung Bildwand begeben, denn dann würden sie in den Projektohrstrahl treten und einen Schattenwurf auf der Bildwand verursachen.
Mit steigender Computerleistung und automatischer Treffererkennung konnte auch interaktive computergenerierte Grafik projiziert werden. Der Computer reagiert, wie bei einem Computerspiel, entsprechend der Software auf die Treffer des Schützen.

### Bildwand
Die Bildwände wurden mit der Zeit größer, sie können auch aus mehreren sich leicht überlappenden Bahnen bestehen. Wie bei allen Raumschießanlagen muss die Lüftung stark genug sein, um die Pulverdämpfe abzusaugen. Jedoch darf der Luftstrom die leichte Bildwand nicht aufwölben und so die Zieldarstellung stören.

### Schuss-/Treffererkennung
Zunächst gab es nur die Möglichkeit, einen Treffer durch den Menschen auszuwerten. Dazu musste die Schussauslösung technisch festgestellt werden, um einen elektrischen Impuls zu erzeugen, der den Filmprojektor stoppte. Das geschah auf unterschiedliche Weise. Ein Taster, ausgelöst durch den Geschossaufschlag im Geschossfang, war die am einfachsten zu verwirklichende Lösung, jedoch war die Verzögerung oft zu lang. Ein an der Waffe angebrachter Schalter, der den Kontakt schließt, wenn der Schütze den Abzug drückt, sprach sehr schnell an, jedoch war die Konstruktion schwer an der Waffe zu befestigen und die elektrische Leitung störte den Schützen. Letztlich setzte sich die elektroakustische Schallpegelmessung durch, die den Schussknall detektierte. Nach dem detektieren Schuss stoppte der Filmprojektor und zeigte ein Standbild an. Zusätzlich schaltete sich eine Lichtquelle, manchmal als Blinklicht ausgeführt, hinter der Bildwand an. Dadurch konnten Schütze und Ausbilder das Einschussloch in der Bildwand erkennen, um zu beurteilen, ob das Ziel getroffen wurde.
Mit der Bilderkennung durch den Computer entstanden neue Möglichkeiten. Bei der optischen Erkennung befindet sich hinter der Leinwand eine Lichtquelle (Infrarot-, Schwarz- oder Weißlicht). Eine Videokamera, in der Regel neben dem Projektor montiert, nimmt den Lichteinfall auf und gibt das Bild an den Steuercomputer. Dieser erkennt das Einschussloch und gibt die Trefferanzeige über den Projektor aus. Die automatische Treffererkennung ermöglicht computergestützte Auswertung.
Die neueste Technik zur Treffererkennung arbeitet mit Wärmebildkameras. Die entsprechende Bildleinwand besteht aus einem Elastomer (elastisches Material wie Gummi oder Naturkautschuk). Wenn das Geschoss die elastische Leinwand durchdringt, entsteht an dieser Stelle Reibungswärme. Eine empfindliche Wärmebildkamera kann diesen Temperaturanstieg registrieren und das Wärmebild an den Computer schicken.
Bei Druckluft- und Softairwaffen kann die Erkennung auch über vier in den Ecken der Leinwand angebrachte Mikrofone erreicht werden. Der Einschlag des Projektils erzeugt einen Knall, die Laufzeitdifferenzen des Schalls werden gemessen und daraus die Position des Treffers automatisch berechnet.
Bei computererzeugter Grafik ist der Computer in der Lage, die Trefferfläche eines dargestellten Objekts mit dem aktuellen Treffer abzugleichen und wie bei einem Computerspiel entsprechend zu reagieren.

### Wiederverschluss des Einschussloches
Bei den ersten Schießkinos mit Papierbildwänden war es noch erforderlich, die Schusslöcher mit Schusspflastern abzukleben. Später ging man dazu über, aufgerollte Papierbahnen, von einem Elektromotor angetrieben, mit horizontaler oder vertikaler Aufhängung zu verwenden. Dabei werden die Papierbahnen zweifach oder mehrfach umgelenkt, sodass sich das Papier dicht beieinander in gegenteiliger Richtung verschiebt. Damit genügen einige Millimeter Vorlauf des Papiers, um das Schussloch zu verschließen. Eine Rolle Papier reicht deshalb für mehrere Tausend Schuss. Die Papiervorlaufmechanik ist jedoch störanfällig, da Patronenhülsen oder abgeprallte Splitter sie blockieren können.
Die modernste Methode sind aus Elastomeren bestehende Bildwände; sie kommen ohne Vorlaufmechanik aus. Nach dem Durchschuss zieht sich die elastische Bildwand um das Schussloch wieder zusammen und verschließt es. Aber auch diese elastischen Bildwände nutzen sich ab und müssen nach einer gewissen Schussanzahl ausgetauscht werden.